# Логвиненко, Александр Дмитриевич
Логвиненко Александр Дмитриевич — психолог, преподаватель психологии, выпускник психологического факультета МГУ (1972) и механико-математического факультета МГУ (1979) по специальности «прикладная математика», выпускник аспирантуры факультета психологии МГУ (1975), с 1975 по 1993 год являлся работником психологического факультета МГУ, звание профессора (с 1990), в настоящий момент является профессором-исследователем в департаменте наук о восприятии в Каледонском университете Глазго.

## Биография
Логвиненко Александр Дмитриевич родился 11 июля 1946 г. в селе Шелаево Валуйского района Белгородской области. В 1972 году окончил факультет психологии МГУ им. М. В. Ломоносова (1972), получив квалификацию «преподаватель истории, психолог», затем в этом же году поступил в аспирантуру на том же факультете, в 1975 году окончил её. В том же году поступил на механико-математический факультет МГУ, где учился до 1979 года по специальности «прикладная математика». Параллельно с учёбой работал младшим научным сотрудником проблемной лаборатории психологии восприятия на психологическом факультете в МГУ (с 1975 года), в 1978 году стал старшим научным сотрудником, а в 1983 — доцентом кафедры общей психологии. Должность профессора получил в 1988 году.
Помимо этого в 1974 году получил степень кандидата психологических наук, в 1985 году — степень доктора психологических наук, а в 1990 — звание профессора.
В 1992 году переехал в Великобританию и на данный момент является профессором-исследователем в департаменте наук о восприятии в Каледонском университете Глазго.

## Область научных исследований
В основном работал в сфере общей экспериментальной психологии, а также психологии зрительного восприятия. В 1974 году защитил кандидатскую диссертацию на тему «Восприятие в условиях инверсии поля зрения». Смог показать, что предметное восприятие невозможно, если поставить субъекта в условия инверсии поля зрения, для этого Логвиненко использовал метод измерения константности восприятия.
На основе проведённых исследований выдвинул теоретическую гипотезу о психологическом механизме адаптации к инвертированному зрению, совершив, таким образом, важный прорыв в деятельностном подходе к перцепции, который развивался школой А. Н. Леонтьева.
Помимо этого занимался изучением особенностей контрастной чувствительности зрения в рамках программы «Восприятия движущихся структур».
В докторской диссертации привёл исследования, касающиеся проблем восприятия пространства.
Продолжает изучать проблемы восприятия на данный момент в Каледонском университете Глазго. Среди проблем, которыми на данный момент занимается ученый, можно выделить такие, как изучение механизмов восприятия цвета и яркости, изучение ахроматического цветового многообразия объектов, а также переосмысление постоянства восприятия цвета.

## Преподавательская деятельность
Логвиненко Александр Дмитриевич читал лекции на факультете психологии МГУ. Преподавал такие предметы, как «Психология ощущения и восприятия», входящая в фундаментальный курс «Общей психологии», курсы «Измерение в психологии» и «Экспериментальный метод в психологии», спецкурсы «Психология восприятия пространства» и «Сетчатка и зрительный образ», а также вместе с преподавателями кафедры теории вероятностей мехмата МГУ вёл семинар «Математическая психология».

## Научные труды

### Публикации на русском языке
- «Зрительное восприятие пространства» (1981)
- «Фурье-анализ зрительного восприятия» (1982, в соавт.)
- «Чувственные основы восприятия пространства» (1985)
- «Психология восприятия» (1987).

### Публикации на иностранных языках[5]
- «Validation of a new picture visual acuity test in adults with learning disability» (2019, в соавт.)
- «On counting metamers» (2016, в соавт.)
- «How metamer mismatching decreases as the number of colour mechanisms increases with implications for colour and lightness constancy» (2015, в соавт.)
- «Rethinking colour constancy» (2015, в соавт.)
- «The achromatic object-colour manifold is three-dimensional» (2015, в соавт.)
- «The color cone» (2015, в соавт.)
- «The geometric structure of color» (2015, в соавт.)
- «Unique hues as revealed by unique-hue selecting versus partial hue-matching» (2015, в соавт.)
- «On the colours dichromats see» (2014, в соавт.)
- «Individual differences in human colour vision as derived from Stiles and Burch 10° colour matching functions» (2013, в соавт.)
- «Metamer mismatching» (2013, в соавт.)
- «Object-colour manifold» (2013, в соавт.)
- «A test for psychometric function shift» (2012, в соавт.)
- «A theory of unique hues and colour categories in the human colour vision» (2012, в соавт.)
- «Color constancy investigated via partial hue-matching» (2012, в соавт.)
- «Colour constancy as measured by least dissimilar matching» (2011, в соавт.)
- «Lightness constancy and illumination discounting» (2011, в соавт.)
- «Partial hue-matching» (2011, в соавт.)
- «Hue manifold» (2010, в соавт.)
- «Material and lighting dimensions of object colour» (2010, в соавт.)
- «Material and lighting hues of object colour» (2010, в соавт.)
- «An object-colour space» (2009, в соавт.)
- «A scaling analysis of the snake lightness illusion» (2008, в соавт.)
- «Dissimilarity of yellow-blue surfaces under neutral light sources differing in intensity: separate contributions of light intensity and chroma» (2008, в соавт.)
- «Evidence for the existence of colour mechanisms producing unique hues as derived from a colour illusion based on spatio-chromatic interactions» (2007, в соавт.)
- «One blue colour channel or two?» (2005, в соавт.)
- «Hering’s and Helmholtz’s types of simultaneous lightness contrast» (2004, в соавт.)
- «In search of an elusive hard threshold: a test of observer’s ability to order sub-threshold stimuli» (2004, в соавт.)